# Waldemar Fydrych

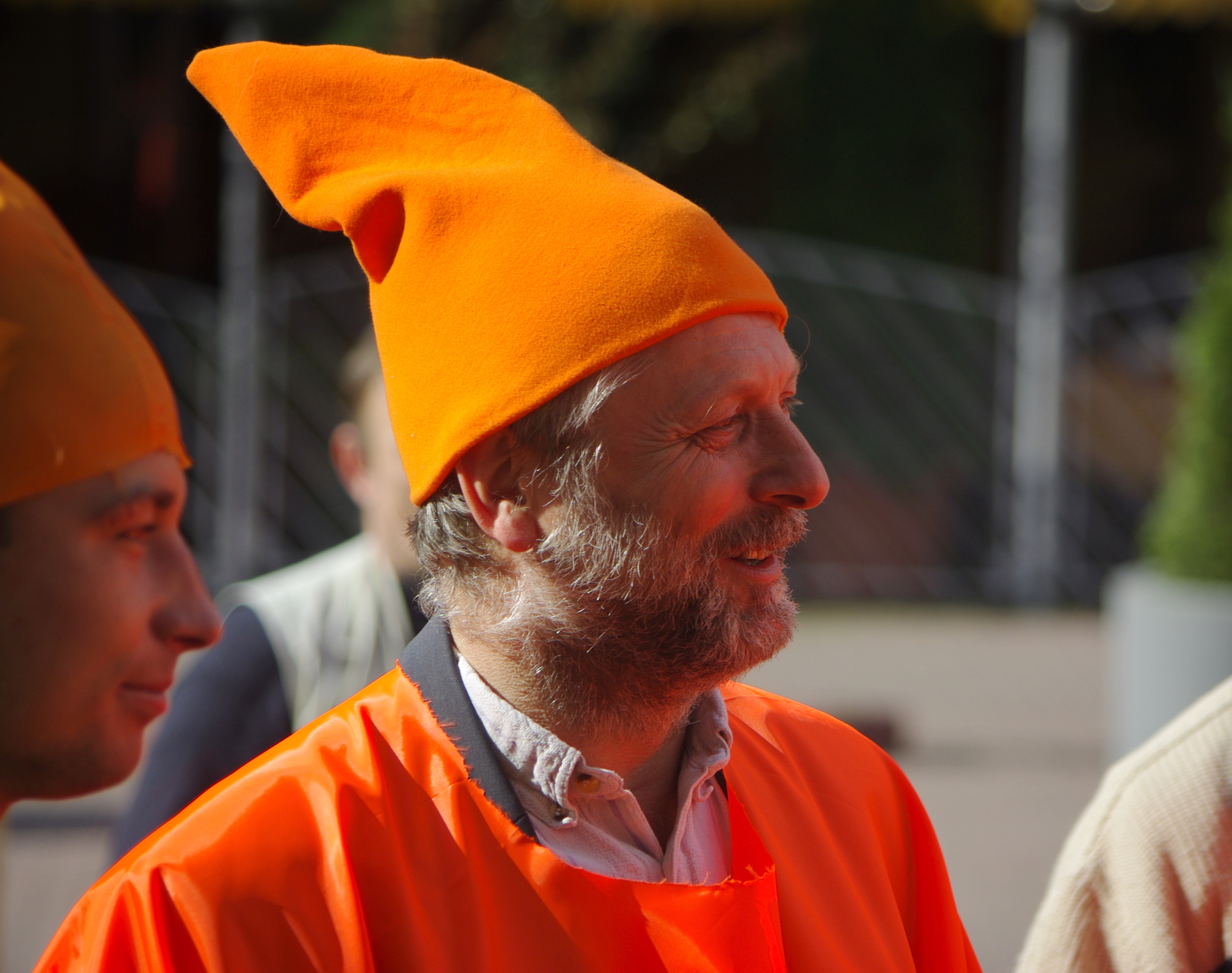
Waldemar Fydrych 2009 in Łódź

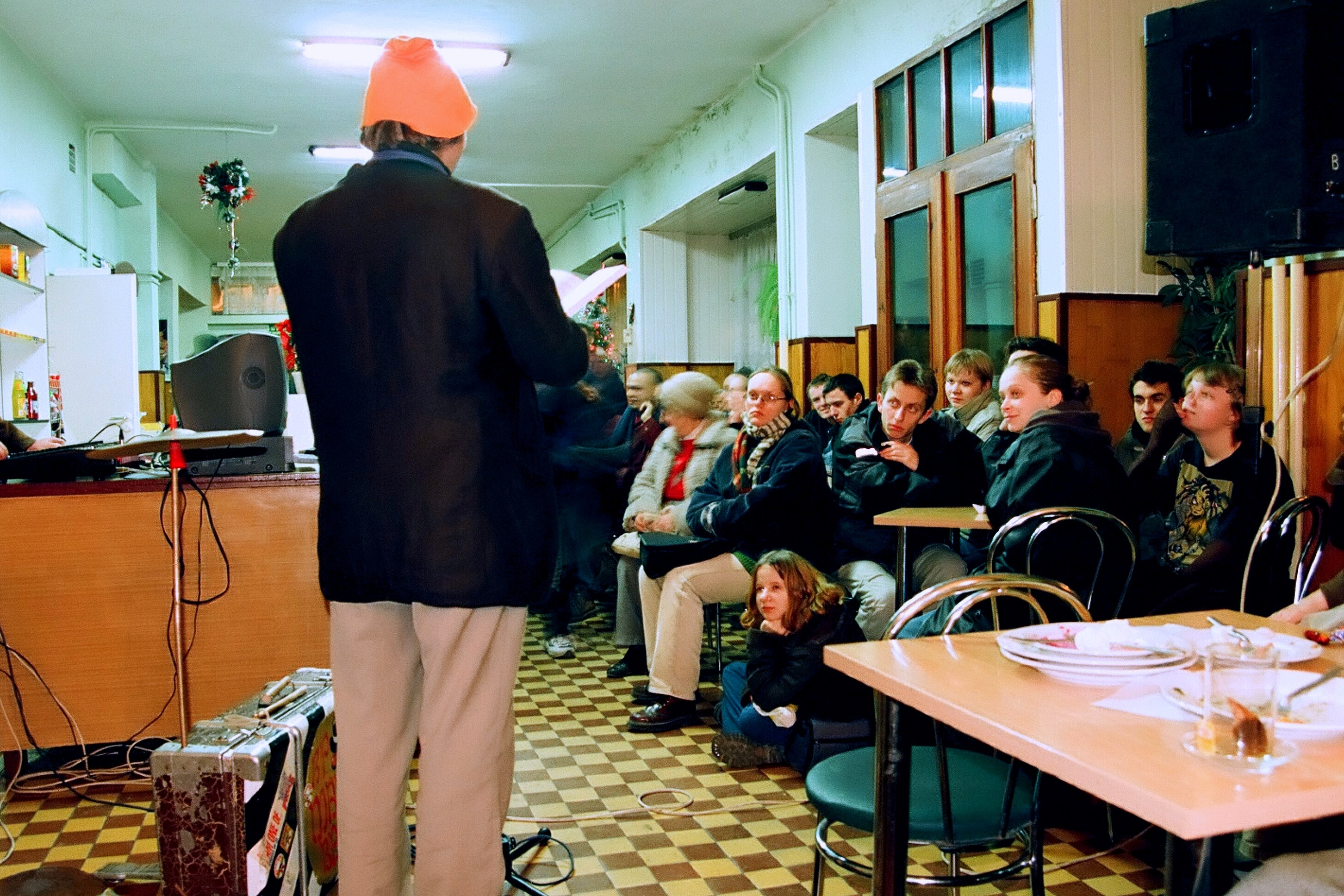
In einer Milchbar in Gorzów Wielkopolski (2001)

Waldemar Andrzej Fydrych (genannt Major) (* 8. April 1953 in Toruń) ist ein polnischer gesellschaftlicher Aktivist und Happeningkünstler. Er ist der Gründer der Bewegung Orange Alternative (Pomarańczowa Alternatywa).

## Leben
Fydrych studierte Geschichte und Kunstgeschichte an der Universität Breslau. Seine unabhängige Tätigkeit begann er in den siebziger Jahren. Nach dem August 1980 gründete er in Breslau die „Bewegung für neue Kultur“ (Ruch na Rzecz Nowej Kultury). Kurz danach, im Jahre 1981, legte er den Grundstein für die Bewegung der Orange Alternative.
Zur Zeit des Kriegszustands in Polen wurde der Major bekannt als der, der Zwerggestalten an mit Farbflecken bepinselte Häuserwände malte. Jene Farbflecken sollten regimefeindliche Slogans verdecken. Ab 1986 begann er Veranstaltungen zu organisieren, die heute noch in regelmäßigen Abständen stattfinden. Im Jahre 2005 waren es über 60, die mittlerweile in die Geschichte als Orange Alternative eingegangen sind.
Für seine Tätigkeiten wurde er viele Male ausgezeichnet: Im Jahre 1988 erhielt er den Preis der Solidarität von den Herausgebern von Puls in London, sowie von Polkul in Australien. „Ausgezeichnet“ wurde er ebenso mit besonderer Aufmerksamkeit von Seiten des Ministeriums für Innere Sicherheit, das die Aktivität Major Fydrychs genau observierte. Im Mai 1988, während einer Veranstaltung, bei der er Monatsbinden verteilte (eine Rarität zu dieser Zeit), wurde Waldemar Fydrych verhaftet und zu drei Monaten Gefängnis verurteilt.
Angesichts darauf folgender Massendemonstrationen wurde er jedoch kurz darauf wieder entlassen.
Der Major wird in kontroverser Form geliebt, gehasst und bewundert. Waldemar Fydrych bewies immer Fantasie und Vorstellungsvermögen. Schon sehr früh zeigte er Gefallen an der Irreführung anderer. Einberufen zur Musterung zum Ziele der Ableistung des Grundwehrdienstes, erschien er in der Uniform eines Majors. Obwohl er ungern den Wehrdienst ableistete, täuschte er ungebremsten Enthusiasmus vor, was als Unzurechnungsfähigkeit gewertet wurde. Als er gebeten wurde, seinem Vorgesetzten Ehre zu erweisen, begann er ihn als Oberst zu betiteln, während er sich als Major bezeichnete. Aus dieser Zeit stammt sein Pseudonym, das ihm bis heute geblieben ist.
Kurze biografische Notiz basierend auf einer Doktoratthese von Nicole Gourgaud (Universität Lyon, November 93).

## Werke
- mit Bronisław Misztal: Pomarańczowa Alternatywa / The Orange Alternative / Die Orange Alternative. Rewolucja Krasnoludków / Revolution of Dwarves / Revolution der Zwerge. Fundacja "Pomerańczowa Alternatywa". Warschau 2008 ISBN 978-83-926511-4-7